# アイルトン・セナ スーパーモナコGP II
『アイルトン・セナ スーパーモナコGP II』 (AYRTON SENNA'S SUPER Monaco GP II) は、1992年7月17日に日本のセガから発売されたメガドライブ用レースゲーム。ヨーロッパでは同年7月、アメリカでは同年8月16日に発売。
同社のアーケードゲーム『スーパーモナコGP』（1989年）の続編であり、F1をモチーフにしたレーシングゲームとなっている。タイトルの通り当時の人気F1レーサーだったアイルトン・セナが監修している。ドライバーやコースが一部変更されているが、ゲームのシステム的には前作を踏襲している。題名の通り実在のモナコグランプリが題材になっているが、元のモンテカルロ市街地コースとはほとんど別物のオリジナルコースである。
開発はセガCSチームが行い、プログラムは前作のメガドライブ版を手掛けた浜野隆弘および若山雅弘、音楽は前作のメガドライブ版を手掛けた上保徳彦およびメガドライブ用ソフト『アイラブ ミッキー＆ドナルド ふしぎなマジックボックス』（1992年）を手掛けた小黒晴代が担当している。
同年に欧州のみでセガ・マスターシステムに移植された他、日本も含めてゲームギアに移植された。

## ゲーム内容

### システム
前作メガドライブ版『スーパーモナコGP』同様、「WORLD CHAMPIONSHIP」「FREE PRACTICE」が用意されているが、効果音が一新されており、またセーブ機能に関してはパスワード方式からバックアップ方式に変更し、初心者用のビギナーモードと上級者用の「MASTER」モードが用意されている。
「SENNA Grand Prix」モードではセナ設計の3コースを選んで、優勝を目指す内容となっている。
「WORLD CHAMPIONSHIP」モードでは世界各国全16戦を戦い、ワールドチャンピオンを目指すという内容となっている。当時のF1をモチーフにしており、実在のチーム名、ドライバー名は使われていないが、当時のチームやドライバーを髣髴とさせるネーミングが付けられている。
ドライバー1名のチームが全16チームで構成され、強豪チームから順にS,A,B,C,Dにランク分けされている。プレイヤーはCランク4番目の「SERGA」のドライバーとしてレースに参戦し、世界各地で年間16戦を戦う。年間成績に応じて次年度の所属チームが決まる。
年間優勝するとゲームクリアとなるが、前作とは違いエンディングとはならず、その後何年でもゲームを継続して楽しめるようになった。
ゲーム開始時にトランスミッションはATかセミATかを選択できるが、ATではマシンの性能が極端に落ちる。他車や構築物などに接触し一定のダメージを受けると、最高速度が極端に低下する。このときピットインすればダメージを回復できる。前作とは違い、常にスタートラインに近づくとピットサインが出るがピットインの指示に従わず、走り続けてもかまわない。いずれのゲームモードでもクラッシュなど非常に大きな接触ダメージを受けると、マシンが破損しその場でリタイヤとなる。またゲーム中にポーズし、そのままリタイアすることも可能となっている。

### 移籍
「WORLD CHAMPIONSHIP」の「MASTER」モードでは、他のチームのドライバーに挑戦してそのドライバーに3回以上続けて勝利すると、そのチームにから移籍のオファーが寄せられる。拒否することもできるが、プレイヤーより上位のチームのドライバーに勝利した場合、上位のチームのマシンのほうが性能が高いので移籍するのが普通である。また、下位チームのドライバーが挑戦してくる場合があり、2回続けて負けると現チームから追い出され下位チームに移籍させられてしまう。前作とは違いライバルに簡単に勝つことができなくなり、一方で下位チームからの挑戦してくる数も多くなっている。ライバルとの争いに負けると移籍するのに必要な勝ち数が増えてしまうため、前作のように簡単にチームを移籍することが難しくなっているのが特徴である。
また移籍した際、移籍先のチームのマシンについてアイルトン・セナからのコメントも新たに用意されている。
なお、上位のチームに行くほどマシンの性能が高くなり、レースが有利に運べる。
- マシンの最高速度が上がる。
- 他車や構築物などと接触したときに受けるダメージが少なくなる。

### その他
- 「WORLD CHAMPIONSHIP」でMASTERを選択して、「ライバル設定」でYESと答えるとソニック・ザ・ヘッジホッグが登場する。
- ウェットレースではマシンが滑りやすくなっている。前作とは違い「WORLD CHAMPIONSHIP」でもウェットレースの場合がある。
- デモ画面で水着姿のキャンギャルの挿絵に代わって、アイルトン・セナの挿絵が多用された。
- 前作同様、登場するチーム名は当時存在した実在のチーム名をもじって付けられている。
- 前作とは大きく異なりプレーヤーの技量が向上しても、下位チームでトップチームに勝つことどころか、同クラスのチームに所属するライバルに勝つことすら難しくなっているため、簡単に優勝できなくなっている。
- クラッシュ時のアニメーションがポケモンフラッシュに酷似しているため、プレイする際は注意が必要である。
- 表向きには明記されていないが、メガドライブ対応アナログコントローラー「XE-1AP」に対応しており、これを使用することでアナログ感覚のより的確な操作が可能となる。

## 移植版
| No. | タイトル                                              | 発売日                         | 対応機種               | 開発元 | 発売元 | メディア                | 型式             | 備考             |
| --- | ----------------------------------------------------- | ------------------------------ | ---------------------- | ------ | ------ | ----------------------- | ---------------- | ---------------- |
| 1   | Ayrton Senna's Super Monaco GP II                     | 1992年6月                      | セガ・マスターシステム | セガ   | セガ   | ロムカセット            | 9011             |                  |
| 2   | アイルトン・セナ スーパーモナコGP II                  | 1992年8月28日 1992年 1992年8月 | ゲームギア             | セガ   | セガ   | 2メガビットロムカセット | G-3312 2423 9011 | 対戦ケーブル対応 |
| 3   | アイルトン・セナ スーパーモナコGP II 名作コレクション | 1993年12月10日                 | ゲームギア             | セガ   | セガ   | 2メガビットロムカセット | G-3337           | 廉価版           |

## スタッフ
メガドライブ版
- スーパーバイザー：アイルトン・セナ
- プロジェクト・マネージャー：OIBAF ODAHCAM
- プログラマー：HAM TAK（浜野隆弘）、M. WAKA（若山雅弘）
- デザイナー：KAKI、PHENIX RIE（小玉理恵子）、L.C.（津川一吉）
- サウンド・クリエーター：BO（上保徳彦）、LOTTY（小黒晴代）
- テスト・ドライバー：KYAMURA（中村篤彦）、HORICHAN（堀修）
- プロデューサー：SHIMACHAN
- ディレクター：DOHNATTENNO
- アシスタント・ディレクター：PUSHVALLEY（押谷眞）
- スペシャル・サンクス：WILL CANE、BOB、FISHER、MU（近藤智宏）、SUNSET、BASSDANTE、TAKA OH（見吉隆夫）

ゲームギア版
- プロデューサー：アイルトン・セナ
- プランナー：HASE（長谷川勝弘）
- デザイナー：TAMUN
- プログラム：MINERAL COFFEE
- サウンド：SETS（瀬津丸勝）
- スペシャル・サンクス：MACHADO、BOB、MIKE、KAMEKITI、MR.KID

## 評価
メガドライブ版
- ゲーム誌『ファミコン通信』の「クロスレビュー」では8・6・7・6の合計27点（満40点）となっている[3]。

- ゲーム誌『メガドライブFAN』の読者投票による「ゲーム通信簿」での評価は以下の通りとなっており、21.89点（満30点）となっている[1]。

| 項目 | キャラクタ | 音楽 | 操作性 | 熱中度 | お買得度 | オリジナリティ | 総合  |
| 得点 | 3.52       | 3.97 | 3.66   | 3.68   | 3.69     | 3.37           | 21.89 |

- ゲーム本『メガドライブ大全』（2004年、太田出版）では、「音速の貴公子」ことアイルトン・セナに合わせたチューニングになっているのかと疑問を呈した上で「完走するだけでも至難のわざ」と難易度の高さを指摘、また「排気音が妙に甲高くなっているし、すべてが良くなったとは言いかねる」と効果音やゲームシステムに関して否定的に評価したが、セナの写真が豊富である事は好意的に評価した[7]。

- Megaで行われた「史上最高のメガドライブゲーム」において5位にランクインした[8]。

ゲームギア版
- ゲーム誌『ファミコン通信』のクロスレビューでは5・5・5・5の合計20点（満40点）[4]。レビュアーはよくある3Dレースゲームでセッティングパターンが少なく操作も手軽ながら本格的だが今となっては新鮮さはなくコーナーは単調で一周すればミスすることはなく、他車との戦いはセナが一番重要でこれに勝たないと意味がなく一対一の対決のようで底が浅い、コースをもっと欲しかった、オートマチックの車は操作に慣れない、グラフィック面が劣りスピード感があまりない、かつてのF1ゲームよりは細かいが可もなく不可もない作品でモナコGPをタイニーな気分でもいいからプレイしたい人向けだとした[4]。